# 中國工商銀行（澳門）
中國工商銀行（澳門）股份有限公司（葡萄牙語：Banco Industrial e Comercial da China (Macau), S.A.），简称工銀澳門，是澳門的一家银行，为工商银行集团成员。截至2020年末，工銀澳門擁有3家附屬子公司、20家分行、2間服務中心、5間財富管理中心、1間信用卡服務中心、32家自助銀行以及405台自動櫃員機網路。據政府澳門統計暨普查局數據所示（2018/1月），本地存款總額為8,490.904億澳門元（居民存款佔69.67%即5,915.634億澳門元，非居民存款佔30%即2,575.270億澳門元），依照工銀澳門2017年上半年度年報記錄，工銀澳門的存款總額為2,147.93570778854億澳門元，其存款額的市場佔有率達25%。

## 历史

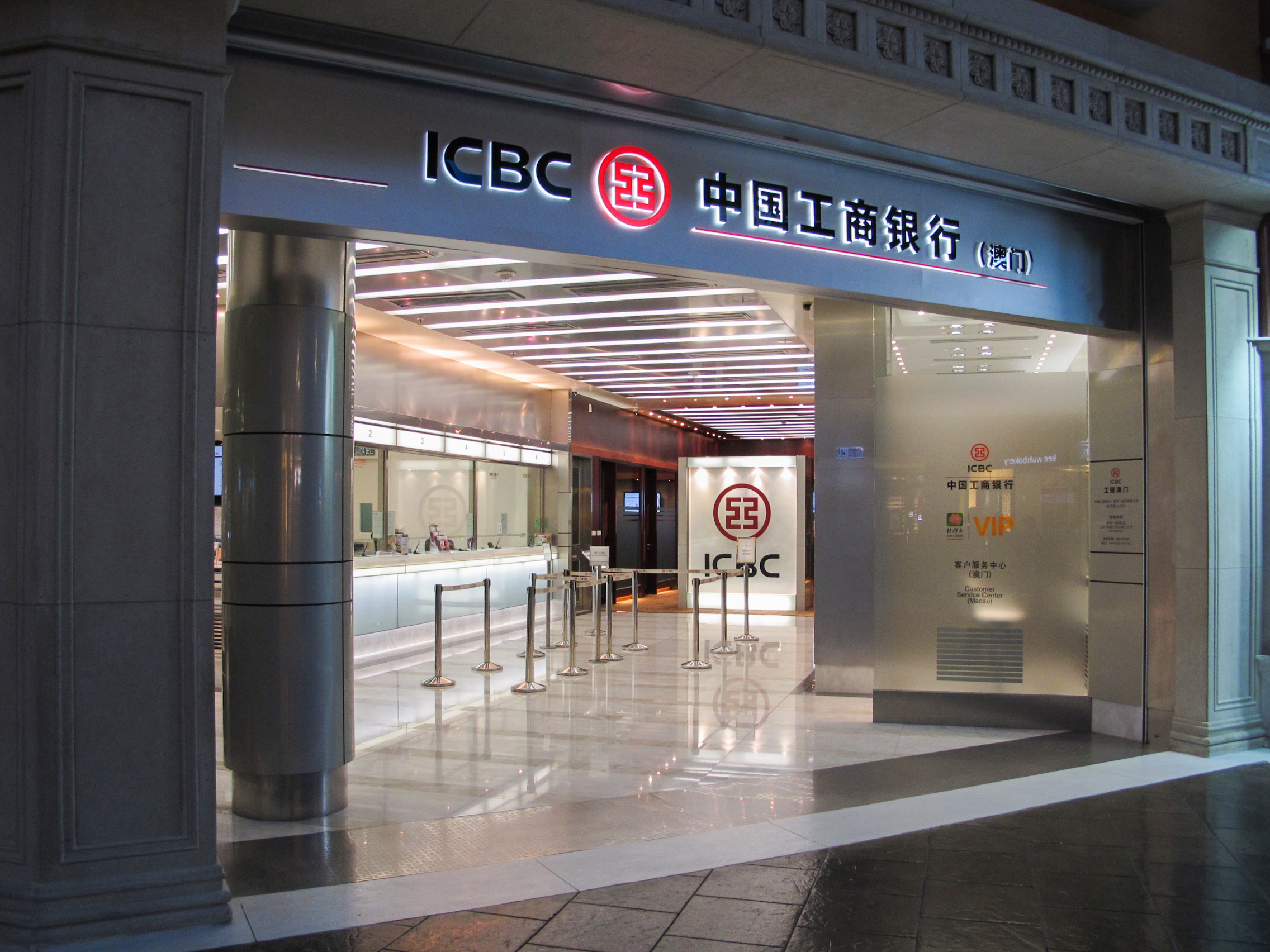
工银澳门威尼斯人分行

工银澳门由原誠興銀行（葡萄牙語：Banco Seng Heng）和原中国工商银行澳门分行于2009年合并成立。誠興銀行於1972年成立，曾經是澳門第三大的銀行。中国工商银行澳门分行于2003年成立，曾经是2005年第四屆東亞運動會的大會唯一指定銀行。
2005年9月8日，《亞洲華爾街日報》報導指美國政府部門懷疑誠興銀行與北韓的「超級美鈔」黑錢集資網絡有關，但誠興方面否認全部有關指控，而銀行也未有受到任何控罪及制裁。2006年年底，美國政府證實誠興銀行有協助北韓政府洗黑錢。
2008年1月，中國工商銀行以46.83億澳門元完成收購誠興銀行79.93%股權，使之成為中國工商銀行股份有限公司成員。2008年年中，誠興銀行開始在有關信件上加上「中國工商銀行附屬機構」字眼，至2009年7月11日，中國工商銀行澳門分行把資產及業務全數注入誠興銀行，與「中國工商銀行澳門分行」正式合併，工行在誠興的權益已達九成，而銀行亦更名為「中國工商銀行（澳門）股份有限公司」（簡稱「工銀澳門」），合併後工銀澳門成為獨立的子公司。

## 备注
1. ↑  中国工商银行于2020年再次于澳门设立澳门分行，该分行直属于工行总行，与工银澳门为平级关系。